# Едмонстон (Меріленд)
Едмонстон (англ. Edmonston) — місто (англ. town) в США, в окрузі Графство принца Георга штату Меріленд. Населення — 1617 осіб (2020).

## Географія
Едмонстон розташований за координатами 38°57′0″ пн. ш. 76°55′56″ зх. д. / 38.95000° пн. ш. 76.93222° зх. д. (38.949965, -76.932196).  За даними Бюро перепису населення США в 2010 році місто мало площу 1,04 км², з яких 1,01 км² — суходіл та 0,03 км² — водойми.

## Демографія
Згідно з переписом 2010 року, у місті мешкало 1445 осіб у 445 домогосподарствах у складі 305 родин. Густота населення становила 1387 осіб/км².  Було 483 помешкання (464/км²).
Расовий склад населення:
| - 32,5 % — чорних або афроамериканців - 27,8 % — білих - 2,1 % — азіатів - 0,6 % — корінних американців - 0,3 % — вихідців з тихоокеанських островів - 33,2 % — осіб інших рас |

До двох чи більше рас належало 3,6 %. Частка іспаномовних становила 48,3 % від усіх жителів.
За віковим діапазоном населення розподілялося таким чином: 28,1 % — особи молодші 18 років, 66,3 % — особи у віці 18—64 років, 5,6 % — особи у віці 65 років та старші. Медіана віку мешканця становила 31,0 року. На 100 осіб жіночої статі у місті припадало 108,8 чоловіків;  на 100 жінок у віці від 18 років та старших — 111,2 чоловіків також старших 18 років.
Середній дохід на одне домашнє господарство  становив 70 101 долар США (медіана — 52 386), а середній дохід на одну сім'ю — 73 577 доларів (медіана — 57 125). Медіана доходів становила 36 528 доларів для чоловіків та 41 667 доларів для жінок. За межею бідності перебувало 14,0 % осіб, у тому числі 13,5 % дітей у віці до 18 років та 0,0 % осіб у віці 65 років та старших.
Цивільне працевлаштоване населення становило 834 особи. Основні галузі зайнятості: будівництво — 19,2 %, науковці, спеціалісти, менеджери — 15,9 %, освіта, охорона здоров'я та соціальна допомога — 14,3 %.